# Spurius Postumius Albinus Regillensis
Pour les articles homonymes, voir Postumius Albus.
Spurius Postumius Albinus Regillensis est un homme politique romain du IVe siècle av. J.-C., membre de la branche des Postimii Alb(in)i de la gens patricienne des Postumii.
En 394 av. J.-C., il est élu tribun militaire à pouvoir consulaire avec quatre autres collègues, Marcus Furius Camillus, Lucius Furius Medullinus, Caius Aemilius Mamercinus, Lucius Valerius Publicola et Publius Cornelius Scipio. Avec Caius Aemilius Mamercinus, il mène une campagne contre les Èques,.
En 380 av. J.-C., il est élu censeur, mais meurt durant l'exercice de sa charge.